# Ultimate X-Men
«Ultimate X-Men» (рус. «Современные Люди-Икс») — серия комиксов про команду супергероев Люди Икс, которая выпускалась Marvel Comics с 2001 по 2009 год. Серия, первые выпуски которой были написаны Марком Милларом и проиллюстрированны Адамом Кубертом, является современным переосмыслением оригинальных комиксов о Людях Икс. Она выпускалась под импринтом Ultimate Marvel и вторая по счёту, вместе с такими сериями, как Ultimate Spider-Man, Ultimate Fantastic Four и Ultimates.

## Главные персонажи

### Люди-Икс
- Профессор Икс — он же Чарльз Ксавьер, мутант-телепат и основатель института мутантов. Был когда-то другом Магнето, лидера Братство мутантов и одного из основных врагов команды Чарльза, Люди-Икс. Убит Магнето во время событий Ультиматума.
- Циклоп — он же Скотт Саммерс и один из первых студентов Профессора Икс и неформальным лидером команды Людей Икс. Довольно скоро у него возникла симпатия к другой студентке Джин Грей, однако их отношения вскоре переросли в «любовный треугольник», после того, как в команде появился новый мутант — Росомаха. Именно он становится новым главой Института для Одарённых Подростков после «смерти» Ксавье от рук Кабеля. Во время Ультиматума участвовал в штурме Цитадели и стал невольным виновником гибели Росомахи. Позднее от его руки пал Магнето. Во время пресс-конференции по итогам Ультиматума был убит Ртутью.
- Росомаха — он же Джеймс Логан Хоуллетт, один из первых и важных участников команды Людей Икс. О его прошлом почти ничего не известно. Был подопытным организации «Оружие Икс», и участником Братство мутантов. Его сила мутанта является «выживанием», а не «исцеляющим фактором». Этот вид регенераций не способен восстанавливать потерянные части органов, такие как тело и руки. Во время события Ультиматума убит Магнето, и его место занял его сын Джимми Хадсон.
- Чудо девушка — она же Джин Грей, одна из первых учеников Ксавьер и участниц команды Людей Икс, где становится девушкой лидера их группы Циклопа. После событий Ультиматума и начавшейся охоты на мутантов Джин долгое время скрывалась под именем Карен Грант.
- Шторм — она же Ороро Монро, является одной из основательниц команды Людей Икс Ultimate X-Men. У Грозы были сложные отношения с другим членом Людей Икс — Зверем, но после его «смерти», у неё завязались отношения с Росомахой. После нападения на Нью-Йорк, устроенного Магнето, многие Люди Икс умирают, Шторм — одна из немногих, кому удалось выжить.
- Колосс — он же Петр Распутин, русский мутант и один из первых участников команды Людей Икс. Является гомосексуалом, о чём догадывались многие другие члены команды Люди Икс. Пётр был влюблён сначала в Росомаху, а потом в Северную Звезду. Позже открылось, что Колосс физическим зависим от препарата усиливающего его мутантские силы, без приёма этого препарата его силы настолько уменьшаются, что он не может поднять собственные руки в «стальной» форме. После Ультиматума его с Шторм держали в лагере под наблюдением правительство, пока они оба не сбежали во время нападение Стражей на Америку.
- Человек-лёд — Бобби способен превращаться в лед, влюблен в Шельму, но однажды по дурости поцеловал Призрачную Кошку, которая обвинила его в трусости перед «настоящими» отношениями (ведь он встречается с неприкасаемой девушкой). Увидев это Шельма ударяет Китти и вскоре оказывается похищена Гамбитом.[10] В конце концов Гамбит сам же помогает ей бежать из плена, и она уходит из команды, чтобы быть с ним. После этого Бобби встречался с Призрачной Кошкой, но та порвала с ним, узнав, что Дрейк всё ещё любит Шельму и переписывается с ней.[11] Вскоре Шельма возвращается в институт после смерти Гамбита, и они с Бобби снова вместе. Во время Ультиматума Бобби сумел выжить, после этого его выгнали родители из дома. Дрейк прятался в подвале дома Китти Прайд, но его находит мать Китти, и запрещает ему жить здесь. Китти приводит его в дом Питера, где его приютила Тетя Мэй, также как и Джонни Шторма. В школе Бобби и Джонни выдавали себя за кузенов Питера Паркера. После смерти Человека паука, он вместе с Китти Прайд и Джонни Штормам уходит в тоннели Морлока, где вместе с ними реформирует команду Людей Икс.
- Шельма — она же Мэриан Карлайл, бывшая противница Людей-Икс, состоявшая в организации Оружие Икс и Братство мутантов. В команде Людей Икс, не ладила с Призрачной Кошкой из-за Человека-Льда. Временно уходит из команды с мутантом по прозвищу Гамбит, пока тот не погиб в битве с её бывший другом по Оружию Икс — Джаггернаутом, который, любил Шельму, пытался силой схватить ее. Во время Ультиматума участвовала в обороне института Ксавьера. После объявления мутантов вне закона Шельма кинулась в бега. Кроме того она ударилась в религию и стала часто посещать церковь.
- Призрачная Кошка — она же Китти Прайд, мутант, способная проходить насквозь. Была одной из юных студентов и участниц команды Людей Икс. Недолюбливала Шельму, так как та была раннее врагом ее команды и возлюбленной Человека-Льда, который некоторое время нравился Китти. Также состояла в романтических отношениях с Человеком-Пауком, ради которого, она вскоре ушла из института. После Ультиматума, стала Красным капюшоном.
- Ангел — он же Уоррен Уортингтон III, является мутантом с растущими крыльями на спине. Родителей Уоррена отдали его в институт мутантов под опекунство Чарльза Ксавье, где становится участником Людей Икс и состоит в романтических отношениях с Ослепительной, одной из участниц команды. После того как Элисон чуть не погибла от рук Леди Смертельной Удар, временно уходит из команды и становится студентом Академии Будущего, возглавляемой Эммой Фрост. Во время Ультиматума, когда Магнето затопил Нью-Йорк, Уоррен хотел отомстить за гибель Ослепительной, но был убит Саблезубым. Позже его тело было похоронено вместе со всеми остальными погибшими Людьми Икс.
- Ослепительная — она же Элисон Блэр, мутант и бывшая восходящая рок-звезда, пока не присоединилась в команду Людям Икс, где состояла в романтических отношениях с Ангелом, и также нравилась Ночному Змею. Во время Ультиматума, она утонула вместе с Ночным Змеем и Зверем.
- Зверь — мутант, один из первых участников команды Людей Икс. Состоял в романтических отношениях с Шторм до того как исцинировал свою смерть во время атаки Стражей.Погиб во время событий Ультиматума в Нью-Йорке.
- Бишоп — мутант, прибывший из будущего Земли-2107, который временно возглавил команду Людей-Икс после смерти «Чарльза Ксавье».
- Ночной Змей — он же Курт Вагнер, бывший участник Оружие Икс. Вступает в команду Люди Икс, где его лучшим другом был Архангел, также он влюбляется в его девушку — Ослепительную. Погиб во время событий Ультиматума в Нью-Йорке.
- Псайлок — она же Бетси Брэддок, раннее агент Британской Секретной Службы. После своей смерти, ее сознание вселяется в тело молодой девушки, и присоединяется к Людям Икс после «гибели» Чальза Ксавьер. Во время того, как Нью-Йорк был подвержен катаклизмам Ультиматума, то Псайлок погибает во время нападение Уиллиама Страйкера школу мутантов.
- Жаба — один из бывших членов Братство мутантов, Магнето. Присоединился к Людям-Икс вместо Пиро, который примкнул к Магнето. Погиб в Ультиматуме.
- Огненная звезда — она же Лиз Аллен, одноклассница Питера Паркера. В большинстве проявляет свою мутант-фобию, за что недолюбливала Китти Прайд, пока не обнаружилось, что сама является мутантом. Её отец — один из участников Братство мутантов Магнето, Пузырь.
- Пиро — временно состоял в команде Людей-Икс, возглавляемой Бишопом, после чего присоединился к Братству мутантов. Погиб в The Ultimates 3

## Второстепенные

### Алтимэйтс
Село Воскресенка. Самарская область

## Злодеи

### Братство мутантов
- Магнето: он же лидер Братство мутантов и один из основных противников Людей-Икс. Отец Ртути и Алой Ведьмы а также бывший лучший друг Профессора Икс. Погиб во время событий Ультиматума от рук Циклопа.
- Саблезубый: он же Виктор Крид, основной враг Росомахи. Бывший член организации Оружие Икс и нынешний Братство мутантов.
- Мистик: верная приспешница Магнето и член Братство мутантов. В прошлом была девушкой Профессора Икс.
- Счастливчик: бывший житель Геноши, виновный в убийстве одного из политиков, в данный момент один из членов Братство мутантов. Погиб во время событий Ультиматума
- Пузырь: один из членов Братство мутантов и кровный отец Лиз Аллен. Погиб во время событий Ультиматума .
- Кузнец: один из Братство мутантов. Погиб во время событий Ультиматума .
- Повелитель разума: один из Братство. мутантов.Погиб во время событий Ультиматума .
- Множитель: один из Братство мутантов. Погиб во время событий Ультиматума .
- Лорелей: одна из Братство мутантов. Погибла во время событий Ультиматума.

### Оружия Икс
- Леди Смертельный Удар: бывшая подруга Шторм. После аварии, была завербована организации Оружие Икс, которые ввели ей ДНК Рососмахи, превратив ее в мутанта-убийцу.
- Джаггернаут: бывший член организации Оружие Икс, влюбленный в Шельму. Погиб во время событий Ультиматума

## Коллекционные издания
Ultimate X-Men были выпущены в мягкой обложке в формате trade paperbacks:
| Название                           | Включенные выпуски                                     | ISBN                   |
| ---------------------------------- | ------------------------------------------------------ | ---------------------- |
| Volume 1: The Tomorrow People      | Ultimate X-Men #1-6                                    | ISBN 0-7851-0788-6     |
| Volume 2: Return To Weapon X       | Ultimate X-Men #7-12                                   | ISBN 0-7851-0868-8     |
| Volume 3: World Tour               | Ultimate X-Men #13-20                                  | ISBN 0-7851-0961-7     |
| Volume 4: Hellfire & Brimstone     | Ultimate X-Men #21-25                                  | ISBN 0-7851-1089-5     |
| Volume 5: Ultimate War             | Ultimate War #1-4                                      | ISBN 0-7851-1129-8     |
| Volume 6: Return Of The King       | Ultimate X-Men #26-33                                  | ISBN 0-7851-1091-7     |
| Volume 7: Blockbuster              | Ultimate X-Men #34-39                                  | ISBN 0-7851-1219-7     |
| Volume 8: New Mutants              | Ultimate X-Men #40-45                                  | ISBN 0-7851-1161-1     |
| Volume 9: The Tempest              | Ultimate X-Men #46-49;                                 | ISBN 0-7851-1404-1     |
| Volume 10: Cry Wolf                | Ultimate X-Men #50-53                                  | ISBN 0-7851-1405-X     |
| Volume 11: The Most Dangerous Game | Ultimate X-Men #54-57                                  | ISBN 0-7851-1659-1     |
| Volume 12: Hard Lessons            | Ultimate X-Men #58-60; Ultimate X-Men Annual #1        | ISBN 0-7851-1801-2     |
| Volume 13: Magnetic North          | Ultimate X-Men #61-65                                  | ISBN 0-7851-1906-X     |
| Volume 14: Phoenix?                | Ultimate X-Men #66-71                                  | ISBN 0-7851-2019-X     |
| Volume 15: Magical                 | Ultimate X-Men #72-74; Ultimate X-Men Annual #2        | ISBN 0-7851-2020-3     |
| Volume 16: Cable                   | Ultimate X-Men #75-80                                  | ISBN 0-7851-2548-5     |
| Volume 17: Sentinels               | Ultimate X-Men #81-88                                  | ISBN 0-7851-2549-3     |
| Volume 18: Apocalypse              | Ultimate X-Men #89-93                                  | ISBN 978-0-7851-2550-1 |
| Volume 19: Absolute Power          | Ultimate X-Men #94-97                                  | ISBN 978-0-7851-2944-8 |
| Ultimatum: X-Men/Fantastic Four    | Ultimate X-Men #98-100; Ultimate Fantastic Four #58-60 | ISBN 0-7851-3433-6     |
| Ultimate Collection Book 1         | Ultimate X-Men #1-12 &1/2                              | ISBN 0-7851-2187-0     |
| Ultimate Collection Book 2         | Ultimate X-Men #13-25                                  | ISBN 0-7851-2856-5     |
| Ultimate Collection Book 3         | Ultimate War #1-4; Ultimate X-Men #26-33               | ISBN 0-7851-4187-1     |
| Ultimate Collection Book 4         | Ultimate X-Men #34-45                                  | ISBN 0-7851-4923-6     |

Ultimate X-Men также были изданы в твёрдой обложке:
| Номера выпусков                 | Включенные материалы                                                 | ISBN               |
| ------------------------------- | -------------------------------------------------------------------- | ------------------ |
| 1                               | Ultimate X-Men #1-12; Ultimate X-Men #1/2                            | ISBN 0-7851-1008-9 |
| 2                               | Ultimate X-Men #13-25                                                | ISBN 0-7851-1130-1 |
| 3                               | Ultimate X-Men #26-33; Ultimate War #1-4                             | ISBN 0-7851-1131-X |
| 4                               | Ultimate X-Men #34-45                                                | ISBN 0-7851-1251-0 |
| 5                               | Ultimate X-Men #46-57                                                | ISBN 0-7851-2103-X |
| 6                               | Ultimate X-Men #58-65; Ultimate X-Men Annual #1; Ultimate X-Men #1/2 | ISBN 0-7851-2104-8 |
| 7                               | Ultimate X-Men #66-74; Ultimate X-Men Annual #2                      | ISBN 0-7851-2605-8 |
| 8                               | Ultimate X-Men #75-88                                                | ISBN 0-7851-3080-2 |
| 9                               | Ultimate X-Men #89-97                                                | ISBN 0-7851-3779-3 |
| Ultimatum: X-Men/Fantastic Four | Ultimate X-Men #98-100; Ultimate Fantastic Four #58-60               | ISBN 0-7851-3432-8 |

### Интервью
- Марк Миллар о Ultimate X-Men
- Брайан Майкл Бендис о Ultimate X-Men  (недоступная ссылка с 04-09-2013 [4207 дней] — история, копия), Newsarama
- Брайан Воган о Ultimate X-Men  (недоступная ссылка с 04-09-2013 [4207 дней] — история, копия), Newsarama
- Роберт Киркман Ultimate X-Men  (недоступная ссылка с 04-09-2013 [4207 дней] — история, копия), Newsarama

1. ↑  The ISSN portal (англ.) — Paris: ISSN International Centre, 2005. — ISSN 1535-6957